# الجمعية الإسلامية للطلاب
اتحاد الجمعيات الطلابية الإسلامية  :64 (بالفارسية: اتحادیه جامعه اسلامی دانشجویان) المعروف أيضًا باسم الجمعية الإسلامية للطلاب هي منظمة طلابية إيرانية.
المنظمة تابعة رسميا للتحالف المحافظ جبهة أتباع خط الإمام والقائد. وهي قريبة من منظمة الباسيج الطلابية وهي معروفة باحتوائها على تأثير الجمعية الإسلامية للطلاب ومكتب تعزيز الوحدة. :118